# Швойх
Швойх (нім. Schwoich) — містечко й громада округу Куфштайн у землі Тіроль, Австрія.
Швойх лежить на висоті 583 м над рівнем моря і займає площу 18,77 км². Громада налічує 2314 мешканців.
Густота населення 123/км².
Громада розташована в тірольській низовині, на відстані 5,5 км на південь від Куфштайна, на високому плато на правому річки Інн.
|                                |
| Швойх на мапі округу та землі. |

 Адреса управління громади: Dorf 1, 6334 Schwoich.

## Галерея

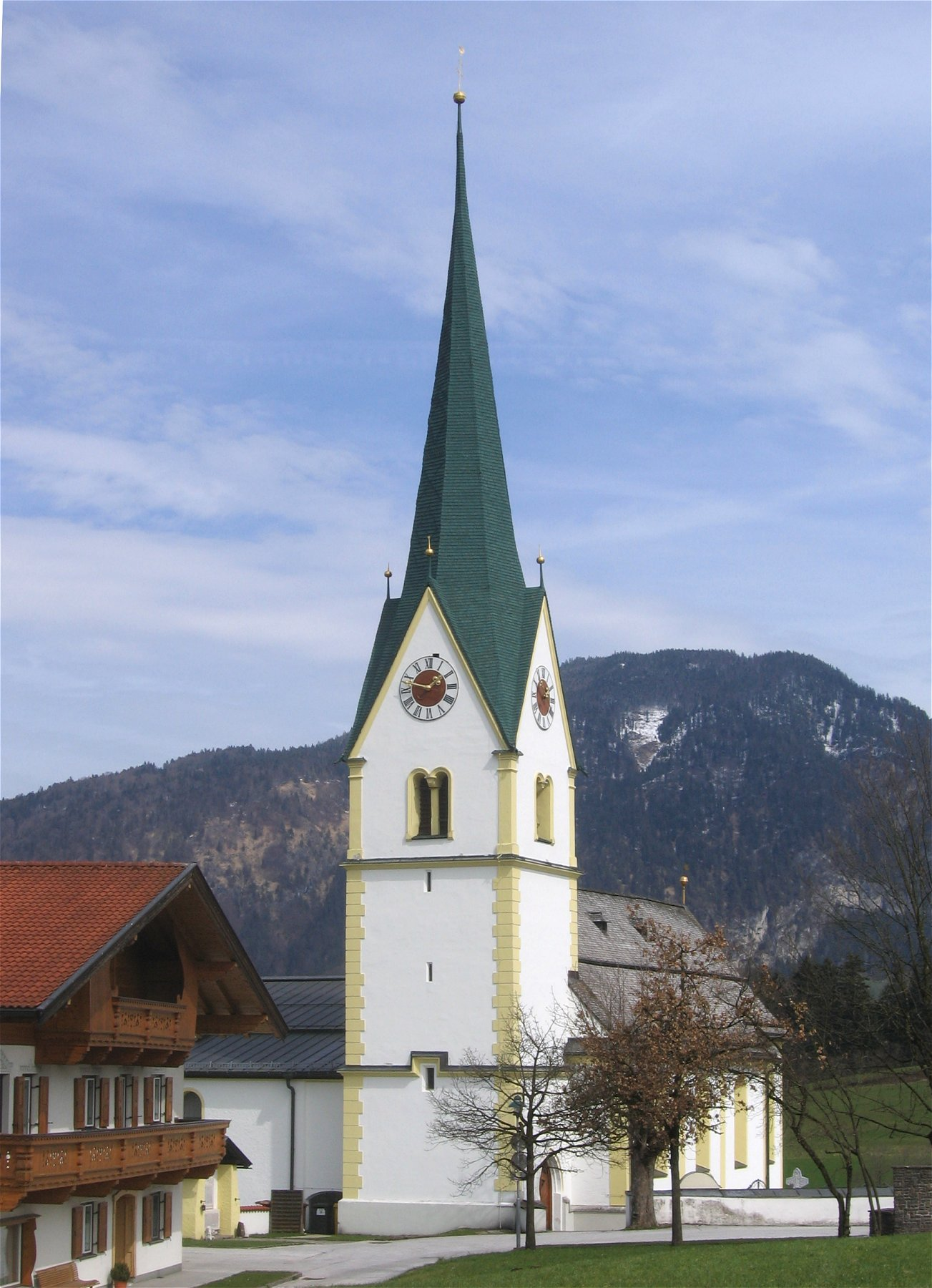
Церква св. Егідія
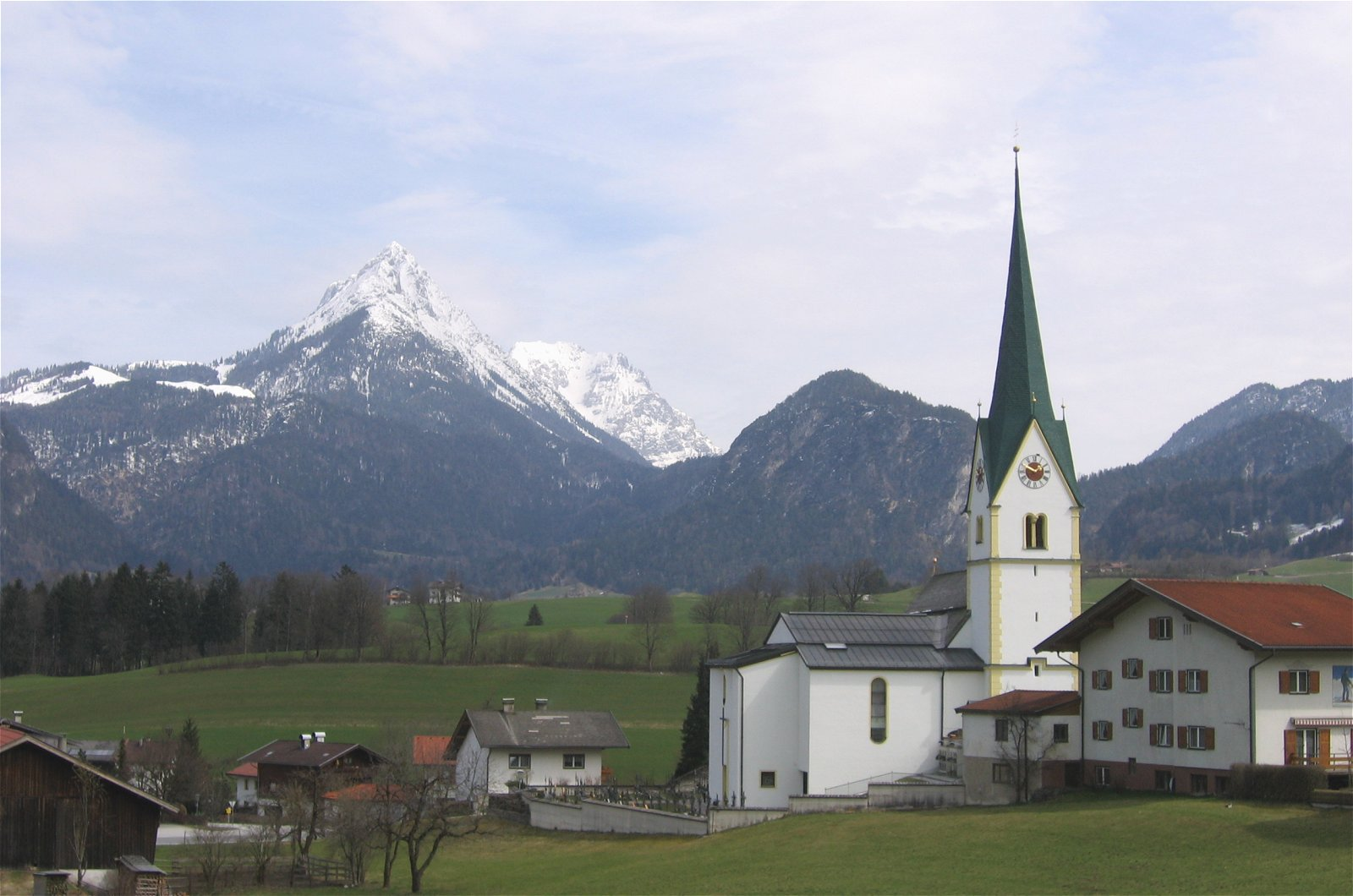
Церква св. Егідія
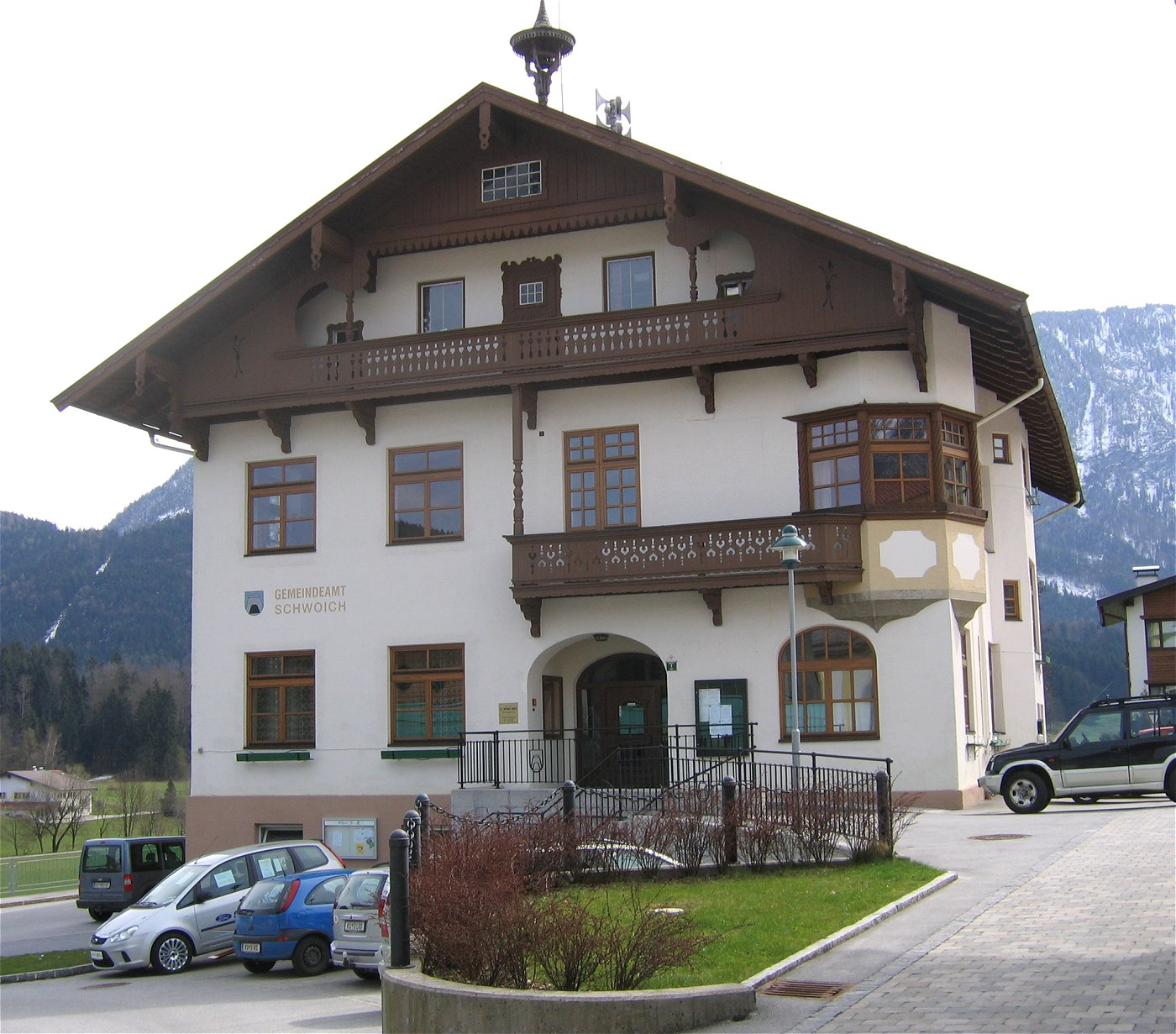
Управа громади
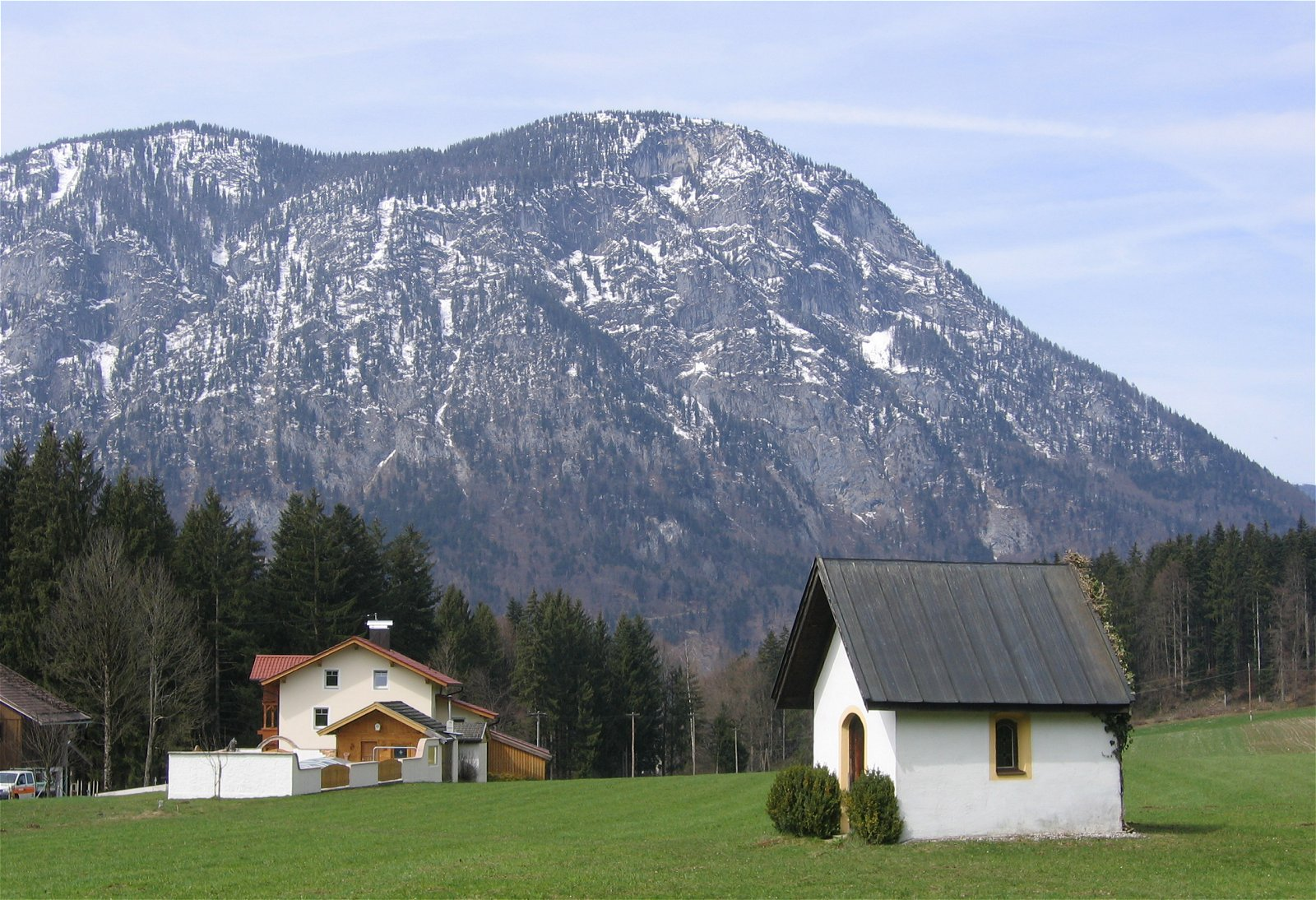
Пендлінг